# Katharina Althaus
Katharina Althaus (Obersdorf, 23. svibnja 1996.), njemačka je skijaška skakačica. Svjetska je prvakinja iz 2015. godine u mješovitoj konkurenciji te olimpijska doprvakinja iz Pyeonchanga 2018. u pojedinačnoj konkurenciji.
Prvonastup u Svjetskom kupu ostvarila je krajem 2011. godine. Prvu pobjedu ostvarila je u slovenskom Ljubnu u veljači 2017., a sljedeće pobjede ostvarila je dva dana zaredom (2. i 3. prosinca) u norveškom Lillehammeru.